# Сідай поруч, Мішка!
«Сідай поруч, Мішко!» (рос. «Садись рядом, Мишка!») — радянський художній фільм 1977 року, знятий Кіностудією ім. М. Горького. За мотивами повісті Ю. Германа «Ось як це було». 

## Сюжет
Про блокадний Ленінград, семирічного Мішу Афанасьєва та його друзів — брата Геню і сестричку Оленку, які часто залишалися без нагляду батьків. Виступаючи з концертами в госпіталях, хлопці спілкувалися з героями війни і звичайно вірили в перемогу.

## У ролях
- Євген Черніцин — Міша Афанасьєв
- Георгій Носков — Геня Лошадкін
- Оксана Бочкова — Олена Лошадкіна
- Стасик Селіванов — Бобка Іванов
- Наталія Ричагова — мама Міши
- Борис Морозов — тато Міши
- Анастасія Вознесенська — мама Гені і Оленки
- Андрій Мягков — тато Гені і Оленки
- Раднер Муратов — двірник Мустафа Іванович
- Валерій Рижаков — льотчик Олексій Павлович
- Олександр Михайлушкін — міліціонер Іван Федорович

## Знімальна група
- Режисер — Яків Базелян
- Сценаристи — Світлана Кармаліта, Олексій Герман
- Оператор — Олександр Мачильський
- Композитор — Олексій Муравльов
- Художник — Борис Комяков